# Conclave de septembre 1590
Le conclave de septembre 1590 se déroule à Rome, du 7 au 15 septembre 1590, juste après la mort du pape Sixte V et aboutit à l'élection du cardinal Giovanni Battista Castagna qui devient le pape Urbain VII. Mort de la malaria, il n'exerce son pontificat que douze jours. Il ne sera pas couronné.